# 서승현 (아나운서)
서승현(1985년 10월 1일 ~ )은 대한민국의 레이싱모델, 캐스터 겸 아나운서이다.

## 경력
- 2009년 : 타임트라이얼 레이싱모델
- 2010년 : 코리아1 그랑프리 레이싱모델
- 2010년 : 포뮬러1 코리아 그랑프리 그리드걸
- 2011년 : CJ 헬로모바일 슈퍼레이스 챔피언쉽 개막전 장내아나운서
- 2011년 : 코리아 스피드 페스티벌 장내 아나운서

## 방송
- 2019년 : MBCGame With you x 360
- 2019년 : 리빙TV KIC-CUP 카트 챔피언쉽
- 2019년 : 리빙TV KIC-CUP 투어링카 레이스
- 2020년 : 채널A CJ대한통운 슈퍼레이스 제6회

## 영화
- 2019년 : 은지: 돌이킬 수 없는 그녀 - 카페직원 역